# Daniela Gaß
Daniela Gaß, verh. Boffo (* 5. November 1980 in Haßloch) ist eine deutsche Radsportlerin, die auf Bahn und Straße aktiv ist.

## Sportliche Laufbahn
Daniel Gaß wurde sechsfache deutsche Jugend-Meisterin im Radsport. 1998 erlitt sie einen schweren Sturz, wonach sie zunächst ihre aktive Radsportlaufbahn unterbrach und eine Ausbildung zur Physiotherapeutin machte. Unter anderem arbeitete sie als solche für die deutsche Radsport-Nationalmannschaft.
Anfang der 2010er Jahre hatte Gaß ihr Comeback als Radsportlerin. Bei den deutschen Straßenmeisterschaften 2011 wurde sie Vierte im Straßenrennen. 2012 erhielt sie einen Vertrag beim Team Abus Nutrixxion und gewann den Frauenwettbewerb beim Bremer Sechstagerennen. Bei den deutschen Bahnmeisterschaften 2013 belegte sie jeweils Rang drei im Sprint und im Keirin, beide Male hinter Kristina Vogel und Miriam Welte sowie jeweils Platz zwei im Punktefahren und mit Lisa-Maria Wiedemann im Teamsprint. 2016 wurde sie deutsche Vize-Meisterin im Keirin und im Scratch und errang Bronze im Sprint.
Ebenfalls 2016 wurde Daniela Gaß Neunte im Straßenrennen der deutschen Straßenmeisterschaft, 2018 wurde sie Zehnte, nachdem sie wenige Wochen zuvor in der Gesamtwertung der fünftägigen chinesischen Rundfahrt Panorama Guizhou International Women’s Road Cycling Race (2.2) Rang zwei belegt hatte. Anfang März 2019 wurde sie Zweite von Samyn des Dames.

## Teams
- 2012 Abus Nutrixxion
- 2013 Squadra Scappatella
- 2017 Servetto Giusta